# كارل هيلاند
كارل هيلاند هو دراج نرويجي، ولد في 17 مارس 1943 في كوبنهاغن في الدنمارك.

## وصلات خارجية
- كارل هيلاند على موقع أرشيف الدراجات (الإنجليزية)
- كارل هيلاند على موقع إحصائيات الدراجات الإحترافية (الإنجليزية)